# Krzysztof Jeżowski
Krzysztof Jeżowski, né le 30 août 1975, est un coureur cycliste polonais.

## Palmarès
- 1998
  - 6e, 7e et 10e étapes du Tour de Grèce
- 2001
  - 5e étape du Dookoła Mazowsza
  - 3e du Mémorial Henryk Łasak
  - 3e du Mémorial Andrzej Kaczyny
- 2002
  - 1re étape de l'Inter. Course 4 Asy Fiata Autopoland
  - 2e du championnat de Pologne sur route
- 2004
  - 11e étape du Tour du Maroc
  - GP Palma
  - 4e étape de la Course de la Solidarité olympique
  - 2e et 3e étape du Małopolski Wyścig Górski
  - 3e du championnat de Pologne sur route
  - 3e du Wyścig Dookoła Mazowsza
- 2005
  - 5e étape du Wyścig Dookoła Mazowsza
- 2006
  - 3e et 4e étape du Szlakiem Grodów Piastowskich
  - Pomorski Klasyk
  - 1re et 4e étapes du Wyścig Dookoła Mazowsza
  - 2e de la Neuseen Classics
- 2007
  - 3e étape du Bałtyk-Karkonosze Tour
  - 2e étape du Małopolski Wyścig Górski
  - Mémorial Henryk Łasak
  - 2e étape du Szlakiem walk mjr. Hubala
- 2008
  - 4e étape du Tour de Taïwan
  - 3e étape du Szlakiem Grodów Piastowskich
  - 2e étape du Małopolski Wyścig Górski
  - Mémorial Henryk Łasak
- 2009
  -  Champion de Pologne sur route
  - Tour de Taïwan
    - Classement général
    - 3e et 6e étapes

  - 1re, 6e, 9e et 10e étapes du Tour du Maroc
  - 2e étape du Tour de la Petite-Pologne
  - 4e étape du Mazovia Tour
  - 2e du Mémorial Henryk Łasak
- 2010
  - 3e du Mémorial Andrzej Trochanowski
- 2011
  - 2e du Mémorial Andrzej Trochanowski
  - 3e du Dookoła Mazowsza

## Classements mondiaux
| Année           | 2005 | 2006 | 2007 | 2008 | 2009 | 2010 | 2011 |
| --------------- | ---- | ---- | ---- | ---- | ---- | ---- | ---- |
| UCI Africa Tour |      |      |      |      | 24e  |      |      |
| UCI Asia Tour   |      |      |      | 167e | 38e  |      |      |
| UCI Europe Tour | 196e | 51e  | 82e  | 86e  | 78e  | 436e | 265e |